# De zabberlipgekte
De zabberlipgekte is het 97ste album uit de stripreeks De avonturen van Urbanus uit 2002.

## Verhaal
Het bier en de tabak in Tollembeek blijken aangetast door de spierverslapper "Zabberlippius", die eigenlijk gebruikt wordt om bronstige olifanten te kalmeren. De burgemeester vaardigt een algemene drooglegging uit, wat voor de mannen in het dorp een complete ramp betekent.
Het album speelt zich af op één en dezelfde dag en volgt drie verschillende personages in drie aparte verhaallijnen die aan het einde van het verhaal allemaal samenkomen. Eufrazie infiltreert als poetsvrouw bij een maffiabende. Cesar komt in contact bij de gangster Vincent & Jules. Urbanus belandt in de Moulin Rouge, waar hij ook Vincent & Jules ontmoet.

## Achtergronden en culturele verwijzingen bij het verhaal
- Een "zabberlip" is een Vlaams dialectwoord voor een lip die door het zuigen is uitgezet.
- Vincent & Jules zijn twee personages uit de film Pulp Fiction (1994), waarin drie verhaallijnen aan het einde van de film weer samenkomen.
- De plot van dit verhaal werd geïnspireerd door The Simpsons-aflevering "Thumb Fiction", waarin Homer, Lisa en Bart elk individueel een avontuur meemaken dat met de andere verhaallijnen verbonden is. Ondanks de titel werd deze Simpsons-aflevering niet door "Pulp Fiction" geïnspireerd, maar door de film Lola rennt (1998). Urbanus komt in dit album overigens in een kelder terecht waar The Simpsons op tv speelt en zegt: "Die Halloween-afleveringen zijn toch eigenlijk de beste!"